# Ana Ugalde Arias
Ana Eugenia Ugalde Arias (Santiago, 25 de diciembre de 1919-ibíd., 9 de agosto de 2005) fue una abogada y política chilena, miembro del Partido Radical (PR). Entre 1957 y 1965, se desempeñó como diputada de la República (dos periodos consecutivos), en representación de Santiago.

## Biografía
Hija del diputado y senador Pedro León Ugalde Naranjo y de Ana Arias Alfaro. Se casó con Oscar Cifuentes Herrera y tuvieron tres hijos: Ana Ercilia, Oscar Maximiliano, y Oscar Marcos Augusto. 
Sus estudios primarios y secundarios los realizó en el Liceo N.º 1 de Niñas de Santiago. Cursó sus estudios superiores en la Facultad de Derecho de la Universidad de Chile y terminó la carrera en Ecuador, en la Universidad de Cuenca; juró como abogada el 31 de julio de 1948.

## Trayectoria política

### Primeros años
Fue presidenta del Centro de Alumnos de la Escuela de Derecho, en 1940 y reelegida en 1941; vicepresidenta de la Federación de Estudiantes de Chile (actual, FECh), en 1943. 
Se desempeñó en la Fiscalía del Servicio de Seguro Social, como procuradora, entre 1939 y 1944; trabajó también, en la Dirección de Asistencia Social del Ministerio del Interior, desde 1945 a 1947. Posteriormente se dedicó al ejercicio de su profesión. 
Militó en el Partido Radical (PR); fue vicepresidenta nacional de su partido, en 1956.

### Parlamentaria
En las elecciones parlamentarias de 1957 fue elegida diputada por la Séptima Agrupación Departamental de Santiago, primer Distrito, por el período 1957-1961. Integró la Comisión Permanente de Educación Pública, en 1957-1958; 1958-1959; 1961. La de Trabajo y Legislación Social, en 1958; 1958-1959; 1960. La de Hacienda, en 1959. La de Constitución, Legislación y Justicia, en 1960. 
Fue miembro de la Comisión Especial de Acusación Constitucional, en 1957-1958; Comisión Especial Investigadora de la Casa de Moneda de Chile, en 1959-1960; Comisión Especial de la Vivienda, en 1961.
Fue reelegida diputada por la misma agrupación distrital, esta vez por el periodo 1961-1965. Integró la Comisión Permanente de Educación Pública y la de Constitución, Legislación y Justicia, en 1963. 
Junto a otros parlamentarios presentó una moción que se transformó en ley, que modificó el Artículo 349 del Código del Trabajo, en relación con la concesión del carnet de matrícula a los obreros panificadores; Ley N.° 15.299, de 17 de octubre de 1963. Participó también, en la Ley de Jardines Infantiles. 
En las elecciones parlamentarias de 1965 fue candidata independiente a diputada por Valparaíso, y al mismo tiempo fue candidata a senadora en la elección complementaria por la Tercera Agrupación Provincial; no resultó elegida en ninguna de las 2 elecciones. Durante la campaña presidencial del candidato Salvador Allende, en 1970, fue dirigente nacional de las Mujeres Allendistas. 
Concurrió a la Conferencia Pro-Paz en Colombia, y fue invitada a visitar China y la Unión Soviética; en China, se entrevistó en Beijing, con el vice primer ministro Chen Yi, el 6 de julio de 1966. Viajó además, a Francia y España
En 1959, fue invitada por el Departamento de Estado de los Estados Unidos, junto a otras dos parlamentarias, María Correa Morandé e Inés Enríquez Frödden. Luego visitó Cuba. 
Falleció en su lugar natal, Santiago, el 9 de agosto de 2005.

## Homenajes
En la ciudad de Chiguayante, en la región del Biobío, una calle lleva el nombre de Ana Ugalde en honor a la diputada.